# La ballata del Cerutti
La ballata del Cerutti è un brano musicale del 1960 di Giorgio Gaber, scritto dallo stesso Gaber insieme a Umberto Simonetta.

## Storia e testo
(Giorgio Gaber, recitativo accompagnato all'inizio della canzone)
La canzone, come esplicitamente dichiarato nei primi versi, è una ballata che fa la parodia di quelle celebrative tipiche della musica nordamericana, la maggior parte delle quali venivano composte in onore di eroi della patria e figure venerate nell'immaginario collettivo statunitense. In questo caso, infatti il protagonista ha un nome e cognome di fantasia ma molto comuni nella realtà, "Gino Cerutti", ed è una persona all'apparenza del tutto ordinaria, un ventenne di Milano scansafatiche e squattrinato che frequenta un bar del quartiere di periferia dove vive, il Giambellino, insieme a un gruppo di amici che lo ritengono "un mago". Una sera, il Cerutti vede una Lambretta lasciata in una strada buia e cerca di rubarla, ma viene visto da qualcuno che chiama la polizia, arrestato e condannato a tre mesi di carcere, da cui uscirà in anticipo con il condono dopo una lunga ramanzina del giudice. 
Tornato al bar, questa esperienza lo porta a guadagnarsi il rispetto degli amici, i quali lo etichettano come "un tipo duro".
I luoghi descritti sono identificabili: il bar del Giambellino esisteva veramente, l'espressione al terzo raggio fa riferimento al carcere di San Vittore e l'atmosfera tipica dei quartieri delle periferie milanesi narrata nella canzone è realistica.

## Edizioni
Pubblicato nel 1960 per la Ricordi, era stato pubblicato in altre due edizioni, una delle quali, stampata in soli 100 esemplari, con la copertina illustrata da Tinin Mantegazza e con il titolo La ballata del Cerutti che aveva rubato una Lambretta. Nel 1961 il brano era stato inserito nell'album di esordio Giorgio Gaber.
Nel 1965 era stato ripubblicato, sempre come lato A, per la stessa etichetta discografica nel singolo La ballata del Cerutti/Le strade di notte.

## Riferimenti nella musica
Gli Articolo 31 citano la ballata nel singolo del 1998 La fidanzata: "Perfino al bar del Giambellino / Dicevan che ero un mago mi chiamavan Drago".